# Śūnyatā
Śūnyatā (sanskrt) i Sunnata (pâli), stong pa nyid (tibetanski), ispraznost ili ništetnost shvaćena kao osnov egzistencije. Stav je karakterističan za spoznajnoteorijski idealizam (śūnyatā-vâda) u budizmu, osobito u mahâyâna školama gdje je princip ništavila opširno razrađen sa stanovišta dijalektičkog negativizma kod Nagarđune i u "metafizici spoznaje" (pragjńa-pârmitâ) koja od njega polazi. Dijalektički negativizam nije izrazito svojstvo izvorne Buddhine nauke, iako je stav ništetnosti tu izražen u određenom spoznajnom kontekstu. - Na pitanje: "U kojem se opsegu svijet naziva praznim?" - Buddha odgovora: "Utoliko što mu je isprazno samosvojstvo (âtman) ili ono što mu je samosvojstveno... Oku, tvarnom obliku, vidnoj svijesti, vidnom utisku, svemu tome je isprazno samosvojstvo i ono što mu je samosvojstveno" (Samyuttanikâyam, IV, 54).
Buddhino se stanovište redovno naziva "pozitivističkim" nasuprot mahâyâna dijalektici koja prelazi u izraziti metafizički negativizam izražen stavovima ove vrste: "Obrat svih sastojaka bivanja proizvod je njihove uzajamne djelatnosti" (Lalitavistara, XIII, 101). Prema tome, prirodna i moralna zakonitost (karman) "proizlazi iz diskriminativnog mišljenja" (Ćandrakîrti), a to znači da je pojavni svijet kao samsâra ili mâyâ isto toliko nerealan kao i njegova suprotnost nirvâna: "Iluzija i nirvâna nisu dvije različite stvari" (Aštasahasrikâ, II, 40). Zato i dijalektičko mišljenje kao racionalno i diskurzivno predstavlja "skretanje s puta slobode, kad ga neki zamišljaju kao prostoran, dok mu drugi pripisuju prirodu ništavila". Tako je "svijet zarobljen mišlju".
Potrebno je istaći kako se śūnyatā često na zapadu prevodi kao "praznina" tj. "emptiness" što je proturječno. Sljedeći citat je iz knjige "Razmeđa azijskih filozofija":
"Nema dugo vremena otkad su se neki mjerodavni evropski, a i japanski, stručnjaci odvažili da upozore na proturječnost tendenciozne interpretacije buddhističkog značenja izraza śunyam (pâli sunnam) eufemizmom "prazan": śūnyatā nije posuda koja se može isprazniti, niti postoji išta što bi se moglo izvaditi iz śūnyate. Izbor termina "praznina" (emptiness) potječe iz vremena kad je pod utjecajem idealizma duh bio zamišljan kao sadržatelj ideja i kad se čista praznina (empty blankness) činila idealnom u dosegu transcendiranja.
K. Inada, prevodilac Nagarđunina osnovnog djela o filozofiji ništavila, iako manje dosljedan, upozorava u uvodu da śūnyatā nije stanje u kojem je išta "ispražnjeno" ili "odstranjeno iz čovjekovog bića i njegovih djelatnosti".